# Afilias
Die Afilias Limited war ein irischer Internetdienstanbieter mit Sitz in Dublin. Das Unternehmen wurde im September 2000 gegründet und fungiert als zentrale Vergabestelle (Registry) für .info und andere Top-Level-Domains sowie als Betreiber von DNS-Diensten. Im Jahr 2022 wurde Afilias mit Donuts unter der neuen Marke Identity Digital fusioniert.

## Geschichte
Afilias wurde im Jahr 2000 als Joint Venture mehrerer Registrare ins Leben gerufen. Zweck war, sich bei der ICANN um die Einführung der neuen generischen Adresse .info zu bewerben, die später tatsächlich an Afilias vergeben wurde. Aufgrund der großen Nachfrage nach .info-Domains, die seit Mitte 2001 registriert werden können, stieg Afilias in kurzer Zeit zu einem der größten Registrare auf. Drei Jahre nach der Einführung zählte .info bereits zu den sechs erfolgreichsten Domains.
Im Jahr 2006 begann Afilias mit dem Betrieb der Top-Level-Domain .aero. Dabei fungiert das Unternehmen nicht direkt als Vergabestelle, sondern stellt die technische Infrastruktur im Hintergrund zur Verfügung. Gemeinsam mit dem Webhoster GoDaddy bewarb sich Afilias ein Jahr später auch um .us, konnte sich aber nicht gegen NeuStar durchsetzen.
Große Beachtung erfuhr die Übernahme der mTLD Top-Level Domain Ltd. im Februar 2010. Das Unternehmen war für die Vergabe von .mobi zuständig und hatte mit sinkender Nachfrage nach Domains unter dieser Endung zu kämpfen. Experten beurteilten die Akquisition überwiegend kritisch: Es bestanden Zweifel daran, dass Afilias den Trend weg von .mobi umkehren könnte.
2012 gab Afilias den Kauf von RegistryPro bekannt, das die Domain .pro betreibt. Das Unternehmen befand sich zuvor im Besitz der Hostway Corporation, über die Höhe des Kaufpreises machten die Parteien keine Angaben. Zu diesem Zeitpunkt war Afilias nach eigenen Angaben am Betrieb von 17 Top-Level-Domains mittelbar oder unmittelbar beteiligt.
Der Vertrag mit der ICANN für den Betrieb von .info ist zum Ende des Jahres 2012 ausgelaufen. Er wurde kurzfristig um sechs Monate verlängert, bis eine neue Vereinbarung geschlossen werden konnte. Der neue Vertrag, der im Juni 2013 veröffentlicht wurde, gestattete es Afilias erstmals, Domains selbst und damit ohne Umweg über einen akkreditierten Registrar zu verkaufen.
Im Jahr 2021 wurde Afilias von Donuts aufgekauft und im Jahr 2022 unter der neuen Marke Identity Digital fusioniert.

## Aktivitäten
Die Produkte und Dienstleistungen von Afilias waren in zwei Bereiche untergliedert:
- Global Registry Services: Dies Geschäftseinheit umfasst alle Aktivitäten rund um den Betrieb und die Verwaltung von TLDs.[14]
- Managed DNS Service: Hierunter wird die Bereitstellung hochverfügbarer und abgesicherter DNS-Dienste zusammengefasst.[15]

Im Zuge der Einführung neuer Top-Level-Domains 2013 hat sich Afilias um mehr als 30 Endungen beworben.